# Žakarovce
Žakarovce (in ungherese Zakárfalva, in tedesco Schakarowitz o Sokelsdorf) è un comune della Slovacchia facente parte del distretto di Gelnica, nella regione di Košice.
Ha dato i natali a Janka Guzová, cantante e raccoglitrice di canzoni popolari tradizionali.